# Martyna Wojciechowska-Tsobekhia
Martyna Magdalena Wojciechowska-Tsobekhia (ur. 8 marca 1980 w Jarocinie) – polska polityczka, menedżerka i urzędniczka. Radna sejmiku województwa mazowieckiego w latach 2010–2018, w latach 2016–2022 dyrektor departamentu w Narodowym Banku Polskim.

## Życiorys

### Działalność zawodowa
Ukończyła studia na Wydziale Neofilologii kierunku filologii rosyjsko–ukraińskiej na Uniwersytecie Adama Mickiewicza w Poznaniu w 2004 i podyplomowo dziennikarstwo.
W latach 2005–2006 związana z czasopismem Jazz Forum. W 2007 zastąpiła Krzysztofa Sadowskiego w roli szefowej Fundacji Jazz Jamboree, którą kierowała do 2019, najpierw jako dyrektor zarządu (do 2016), a następnie jako prezes zarządu.
W latach 2006–2007 asystentka przewodniczącego rady nadzorczej Telewizji Polskiej Sławomira Skrzypka, a po objęciu przez niego funkcji prezesa NBP zatrudniona w Gabinecie Prezesa NBP. W latach 2010–2016 pełniła funkcje w Departamencie Zagranicznym, a następnie w Departamencie Edukacji i Wydawnictw banku. W 2016 objęła funkcję dyrektora Departamentu Komunikacji i Promocji, odpowiedzialnego m.in. za funkcjonowanie Centrum Pieniądza NBP im. Sławomira S. Skrzypka, którą pełniła do podziału departamentu w 2021. Objęła wówczas posadę dyrektora nowo powstałego Departamentu Promocji. Z pracy w NBP zrezygnowała w 2022.
W latach 2017–2022 zasiadała w Radzie Bankowego Funduszu Gwarancyjnego z ramienia NBP.

### Działalność polityczna
Od 2004 związana z Prawem i Sprawiedliwością. Z ramienia partii zaangażowana w działalność polityczną i społeczną na Ukrainie. W 2005 bezskutecznie kandydowała z ramienia PiS w wyborach do Sejmu z okręgu kaliskiego. W wyborach samorządowych w 2010 zdobyła mandat radnej do sejmiku województwa mazowieckiego IV kadencji, zdobywając 3307 głosów w okręgu nr 7 i przez całą kadencję zasiadała w klubie radnych PiS. W wyborach samorządowych w 2014 również otrzymała mandat radnej sejmiku z listy wyborczej PiS, tym razem zdobywając 9079 głosów w okręgu nr 2. W 2018 zrezygnowała z mandatu przed upływem kadencji. Przez cały okres pełnienia funkcji radnej województwa mazowieckiego nie zabrała głosu ani razu i złożyła jedną interpelację.

## Kontrowersje
- W 2018 nie złożyła wymaganego od radnych sejmików wojewódzkich oświadczenia majątkowego za 2017 rok bez podania przyczyn. Nie poniosła w związku z tym konsekwencji z uwagi na zrzeczenie się mandatu radnej[2].
- W grudniu 2018 Gazeta Wyborcza opublikowała artykuł, w którym zarzuciła Wojciechowskiej, że pełniąc funkcję dyrektora Departamentu Komunikacji i Promocji otrzymuje miesięczne wynagrodzenie przekraczające 65 tys. zł. W wyniku publicznej dyskusji o zarobkach Wojciechowskiej oraz innych osób pełniących funkcje kierownicze w NBP, w lutym 2019 Sejm uchwalił a Prezydent RP podpisał ustawę o zmianie ustawy o Narodowym Banku Polskim stanowiącą, że wysokość wynagrodzeń Prezesa, wiceprezesów, członków Zarządu NBP i osób zajmujących stanowiska dyrektora oddziału okręgowego, dyrektora departamentu (komórki równorzędnej) i ich zastępców oraz osób zajmujących stanowiska równorzędne pod względem płacowym ze stanowiskiem dyrektora departamentu i jego zastępcy jest jawna[15][16]. W konsekwencji NBP upublicznił wysokość zarobków m.in. Wojciechowskiej, które wynosiły 49.563,00 zł miesięcznie i były najwyższymi spośród osób pełniących w banku funkcje równorzędne jej stanowisku[17]. Za zasiadanie w Radzie BFG otrzymywała ona ponadto ok. 12 tys. zł miesięcznie[18].

## Odznaczenia i wyróżnienia
W 2018 otrzymała odznakę honorową „Za zasługi dla bankowości Rzeczypospolitej Polskiej”.